# Телчишор (Бистрица-Насауд)
Телчишор (рум. Telcișor) насеље је у Румунији у округу Бистрица-Насауд у општини Телчу. Oпштина се налази на надморској висини од 449 m.

## Становништво
Према подацима из 2002. године у насељу је живело 1151 становника, од којих су сви румунске националности.